# Poemas en prosa
Poemas en prosa es el título de un conjunto de poemas escritos por el poeta peruano César Vallejo entre 1923 y 1929 y que se publicaron después de la muerte del autor, reunidos con otros poemas póstumos bajo el nombre general de Poemas humanos (París, Les Editions des Presses Modernes au Palais Royal, julio de 1939).
No fue sino años después cuando aparecieron por primera vez los Poemas en prosa en un grupo aparte, diferenciado del resto de los Poemas humanos: fue en la recopilación César Vallejo / Obra poética completa (Francisco Moncloa Editores S. A., edición y diagramación por Georgette Vallejo, bajo el cuidado de Abelardo Oquendo, 1968) que reproducía en facsímil los originales manuscritos.
Es necesario señalar que dicha división, así como los títulos de ambos poemarios, no fue algo establecido por Vallejo, sino que se hizo por sugerencia de Georgette Vallejo, viuda del poeta, que supervisó dichas ediciones. Otros editores no han estado de acuerdo con tal división y prefieren reunir los poemas póstumos de Vallejo en un solo bloque, a excepción del poemario España, aparta de mí este cáliz, que había sido dejado por el poeta ya definido y listo para la prensa.

## Estructura
Está formado por un conjunto de 19 poemas en prosa, aunque algunos  de ellos están en realidad escritos en verso (a estos últimos se los incluyó en el conjunto por pertenecer al mismo período cronológico, es decir, los años de 1923 a 1929).
- El buen sentido
- La violencia de las horas
- Lánguidamente su licor
- El momento más grave de la vida
- Las ventanas se han estremecido...
- Voy a hablar de la esperanza
- Hallazgo de la vida
- Nómina de huesos
- Una mujer de senos apacibles…
- No vive ya nadie…
- Existe un mutilado…
- Algo te identifica
- Cesa el anhelo...
- ¡Cuatro conciencias...  (en verso)
- Entre el dolor y el placer…  (en verso)
- En el momento en que el tenista…  (en verso)
- Me estoy riendo  (en verso)
- He aquí que hoy saludo…  (en verso)
- Lomo de las sagradas escrituras  (en verso)

## Contexto
Según la versión transmitida por Georgette Vallejo, Vallejo escribió la mayor parte de sus Poemas en prosa entre 1923 y 1924, que corrigió y aumentó en 1929 y tal vez en años posteriores. Corresponde pues, en su núcleo mayor, a la primera etapa de su estancia en París, antes de que empezara a entusiasmarse por el marxismo. 
En cierto sentido los Poemas en prosa son todavía dependientes del sistema de su anterior poemario, Trilce, pero, por otra parte, suponen algo así como una incursión exploratoria en lo que serán los Poemas humanos. Son como textos de transición. El empleo de la prosa parece obedecer a la necesidad de airear el lenguaje, de ofrecerle un espacio más amplio para su despliegue, casi como una compensación frente al rigor que caracteriza al lenguaje de  Trilce.